# Rockstar North
Rockstar North, anciennement appelé DMA Design entre 1988 et 2002, est un studio britannique de développement de jeu vidéo basé à Édimbourg (Ecosse) appartenant à Rockstar Games depuis 1999. Le studio est l'auteur de Lemmings et s'est spécialisé depuis 2001 avec le succès de Grand Theft Auto III, dans le jeu vidéo en monde ouvert et le jeu d'action avec une composante violente et licencieuse.
Ses productions proposant d'effectuer de nombreuses actions violentes et immorales leur ont souvent valu d'importantes polémiques dans l'opinion publique et la presse généraliste. Père de la saga Grand Theft Auto, il s'agit de l'un des studios européens les plus en vue de l'industrie du jeu vidéo, notamment depuis le succès de GTA III en 2001.

## Histoire de la compagnie
Fondé en 1988  par Dave Jones et initialement spécialisé sur les ordinateurs de la gamme Amiga pour ses créations originales mais également sur d'autres supports pour des adaptations de classiques de Psygnosis, le studio connait son premier gros succès avec la licence Lemmings qui débute en 1990, d'abord sur Amiga puis sur la quasi-totalité des supports de l'époque. À la fin des années 1990, à la suite de son abandon du développement sur Amiga et à sa sortie du giron de Psygnosis, son éditeur historique, le studio se lance dans un nouveau genre, le jeu d'action en monde ouvert, avec Grand Theft Auto (1997) et Body Harvest (1998). En 1999, à la suite de plusieurs acquisitions, DMA Design devient l'un des principaux studios de la jeune entreprise Rockstar Games, appartenant à Take-Two Interactive. En 2001, l'innovant GTA III connait un gros succès et assure la très bonne santé de l'entreprise qui développe plusieurs spin-off qui connaitront eux aussi un très bon accueil.

## Jeux développés

### En tant queDMA Design
- Menace (1988) (Amiga, ST et PC)
- Ballistix (1989) (PC, C64, PC-Engine)
- Blood Money (1989) (Amiga,PC, ST and C64)
- Lemmings (1991) (Amiga, CDTV, PC, ST, Spectrum, CD-I, Lynx)
- Oh No! More Lemmings (1991) (Amiga, ST, PC)
- Shadow of the Beast (1992), PC-Engine CD-Rom
- Walker (1993) (Amiga)
- Hired Guns (1993) (Amiga, PC)
- Holiday Lemmings 1993 (1993) (Amiga, MS-DOS)
- Lemmings 2 (1993) (Amiga, PC, SNES)
- All New World of Lemmings (1994) (Amiga AGA, PC, 3DO) (publié aux États-Unis en tant que The Lemmings Chronicles)
- Holiday Lemmings 1994 (1994) (Amiga, PC)
- Unirally (1994) (SNES) (publié aux États-Unis sous le nom de Uniracers)
- Waterworld (1995) (SNES) (publié seulement en Europe)
- Grand Theft Auto (1997) (PC, PS1, GBC)
- Body Harvest (1998) (Nintendo 64)
- Space Station Silicon Valley (1998) (Nintendo 64)
- Grand Theft Auto: London 1969 (1999) (PC, PS1) - Extension pour GTA
- Grand Theft Auto: London 1961 (1999) (PC) - Extension Pack gratuit pour GTA: London 1969
- Tanktics (en) (1999) (PC)
- Wild Metal Country (1999) (PC, Dreamcast)
- Grand Theft Auto 2 (1999) (PC, PS1, Dreamcast, GBC)
- Grand Theft Auto III (2001) (PS2, Xbox, PC)

### En tant queRockstar North
- Grand Theft Auto: Vice City (2002) (PS2, PC, Xbox)
- Manhunt (2003) (PS2, PC, Xbox)
- Grand Theft Auto: San Andreas (2004) (PS2, PC, Xbox)
- Grand Theft Auto: Liberty City Stories (2005) (PSP, PS2, Android, iOS) (avec Rockstar Leeds)
- Grand Theft Auto: Vice City Stories (2006) (PSP, PS2) (avec Rockstar Leeds)
- Manhunt 2 (2007) (PS2, PSP, Wii) (avec Rockstar London, Rockstar Leeds et Rockstar Toronto)
- Grand Theft Auto IV (2008) (PS3, Xbox 360, PC[1]) (avec Rockstar Toronto)
- Grand Theft Auto IV: The Lost and Damned (2009) (Xbox 360, Playstation 3)
- Grand Theft Auto: Chinatown Wars (2009) (DS, PSP) (avec Rockstar Leeds)
- Grand Theft Auto IV: The Ballad of Gay Tony (2009) (Xbox 360, Playstation 3, PC)
- Grand Theft Auto V (2013-2015) (Playstation 3, Xbox 360, PlayStation 4, Xbox One, PC, PlayStation 5, Xbox Series)
- Grand Theft Auto Online (2013-2015) (Playstation 3, Xbox 360, PlayStation 4, Xbox One, PC, PlayStation 5, Xbox Series)
- Red Dead Redemption 2 (2018-2019) (Playstation 4, Xbox One, PC, Stadia) (en tant que partie intégrante de Rockstar Studios)
- Red Dead Online (2018-2019) (Playstation 4, Xbox One, PC, Stadia) (en tant que partie intégrante de Rockstar Studios)
- Grand Theft Auto VI (2026) (PlayStation 5, Xbox Series)

### Projet annulé
- Agent, annoncé en 2009, abandonné en 2018 (PlayStation 3)

## Portages
Dans les premières années de vie de la société, certains membres du « clan » DMA Design ont été chargés de réaliser des portages de jeux de Reflections Software, comme Ballistix et Shadow of the Beast, sur divers machines (DOS, Commodore 64 ou PC Engine). 